# كرسوع مخطط
كرسوع مخطط (الاسم العلمي: Cladorhynchus leucocephalus) (بالإنجليزية: Banded Stilt)‏ هو نوع من الطيور يتبع جنس كرسوع مطوق المنقار من الفصيلة النكاتية.